# Adrian Wennström
Adrian Wennström, född den 4 juni 1905 i Nederkalix församling, död den 17 juni 1976 i Piteå stadsförsamling, var en svensk folkhögskolerektor och författare.

## Biografi
Wennström, som var son till en frikyrkopredikant, var elev vid Svenska missionsförbundets missionsskola mellan 1925 och 1928. Efter studentexamen 1930 blev Wennström filosofie kandidat vid Lunds universitet 1932 och filosofie magister vid Uppsala universitet 1951. Han verkade som pastor i Kalix missionsförsamling 1937–1939, men tog sedan initiativet till Kalix folkhögskola där han var rektor 1939–1951. Därefter grundade han ytterligare en stor folkhögskola i Norrbottens län, Framnäs folkhögskola i Öjebyn, där han var rektor från 1952. Vid sidan därav hade han många uppdrag relaterade till folkbildning och folknykterhet; han var också landstingsman under några år.
Han utgav en rad skönlitterära böcker med tydlig uppbyggelsetendens.
Adrian Wennström var gift tre gånger. Han var farbror till Arne Wennström.

## Utmärkelser
- 1968 – Medaljen för tonkonstens främjande
- 1968 – Hedersledamot vid Norrlands nation

## Psalmer
- Du själv i din församling, texten skriven 1948.[1]
- På Ordets grund vi bygga, bearbetade texten 1950.[1]